# Ismaël Debjani
Ismaël Debjani (né le 25 septembre 1990 à Montignies-sur-Sambre) est un athlète belge spécialiste du demi-fond. Depuis le 11 juin 2017, il est le détenteur du record de Belgique du 1 500 m

## Biographie
Il est affilié au Royal Club d'athlétisme du Brabant Wallon (RCABW).
Le 11 juin 2017, aux FBK Games à Hengelo aux Pays-Bas, Ismaël Debjani bat le record de Belgique du 1 500 mètres dans le temps de 3 min 33 s 70.
Le 16 août 2020, il devient champion de Belgique du 1 500 mètres.
Le 12 juin 2021, au meeting EAP de Genève, il améliore son record de Belgique du 1500 mètres dans le temps de 3 min 33 s 06 et se qualifie pour les Jeux Olympiques d'été de 2020 à Tokyo.
En août 2021, il participe aux Jeux olympiques d'été 2020 à Tokyo et se classe 23e.
Le 24 juin 2022, il est sacré champion de Belgique du 5 000 mètres à Gentbrugge.
En mars 2023, il se classe 7e de sa finale des championnats d'Europe d'athlétisme en salle 2023 à Istanbul.
Le 19 août 2023, il participe aux championnats du monde d'athlétisme 2023 à Budapest il se classe 39e des séries.

### Records
- 800 m : 1 min 46 s 40
- 1 000 m : 2 min 18 s 20
- 1 500 m : 3 min 33 s 06 (record de Belgique)